# Mihail Mihajlovič Bahtin
Mihail Mihajlovič Bahtin (rusko Михаи́л Миха́йлович Бахти́н), ruski filozof in literarni kritik, ki je delal na področju literarne teorije, etike in teorije jezika, * 17. november 1895, Orjol, Rusko cesarstvo , † 7. marec 1975, Moskva, SZ.
Njegove obširne ideje so imele velik vpliv na zahodnjaško miselnost na mnogih področjih kot so filozofija, jezikoslovje, literatura, zgodovina, psihologija in sociologija. Čeprav je bil dejaven predvsem v 20-tih in 30-tih letih 20. stol., je postal splošno znan šele v po letu 1960.

## Življenje

### Zgodnje življenje
Bahtin se je rodil leta 1895 v mestu Orjol v Rusiji v premožni družini. V otroštvu se je z družino preselil v Vilno in nato v Odeso, kjer je dokončal gimnazijo ter se je vpisal na študij zgodovine in filologije na lokalni univerzi. Leto kasneje se je prepisal na univerzo v Sankt Peterburgu, da bi se pridružil svojemu bratu Nikolaju. Že med študijem je začel z značilnim kritičnim pristopom obravnavati sprejete ideje in koncepte, nanj pa so močno vplivali klasični avtorji kot so T. S. Zielinski, Friedrich Nietzsche in Georg Hegel.

### Kariera
Po končanem študiju leta 1918, je Bahtin dve leti delal kot učitelj, preden se je preselil v Vitebsk (dan. Belorusija), ki je bil kot regionalno kulturno središče idealen za Bahtina in druge izobražence, ki so tam prirejali mnoga srečanja, predavanja in debate. V mestu Vitebsk je Bahtin med drugim spoznal svojo ženo Eleno Aleksandrovo Okolovič in se poročil leta 1921. V letih po študiju je s svojimi privrženci oblikoval t. i. Bahtinov krog, ki so ga med drugim sestavljali L. Pumpianski, V. N. Vološinov, I. I. Sollertinski in P. N. Medvedjev. Člani skupine so razpravljali o temah, kot so vpliv Ruske revolucije na življenje sovjetskih državljanov in vloga socialnih razmer v pomenu umetniških oz. literarnih del. O svojih filozofskih ter literarnih idejah je Bahtin začel tudi pisati. Leta 1919 je objavil svoje prvo delo, moralno-filozofski članek Umetnost in odgovornost. Naslednje delo je izdal šele deset let kasneje.
Med letoma 1924 in 1929 je živel v Leningradu. V tem času je nadaljeval srečanja s svojim krogom, svoja dela pa se odločil deliti z javnostjo. Leta 1929 je objavil svoje prvo večje delo, naslovljeno Problemi poetike Dostojevskega, v katerem je definiral pojem dialogizma, ki velja za enega njegovih najpomembnejših konceptov. Kmalu po izidu dela, je bil obtožen prepovedanega sodelovanja s skrivnimi gibanji Ruske pravoslavne Cerkve. Ali je bila obtožba resnična, ali je služila le kot orodje za utišanje Bahtinovih idej je še zmeraj neznano. Bahtin je bil posledično obsojen na izgnanstvo v Sibirijo, vendar je bila na podlagi njegovega slabega zdravja kazen znižana na šestletno izgnanstvo v Kazahstan. Leta 1930 se je tako preselil v kazahstansko mesto Kustani. Uspel si je pridobiti pravico lastne izbire zaposlitve (izgnancem je bilo delovno mesto v večini določeno s strani vlade) in začel delati kot računovodja v lokalni vladni pisarni. V času izgnanstva je še naprej pisal spise, iz javne sfere pa se je v večini umaknil.
Leta 1936 se je vrnil v Rusijo. Najprej se je nastanil v mestu Saransk, kjer je učil na Mordovijskem Pedagoškem inštitutu, leto kasneje pa se je premaknil v Savelovo, mesto le okoli 100 kilometrov oddaljeno od Moskve. Zaradi neposredne bližine prestolnici, se je Bahtin lahko ponovno začel udejanjati v javnih akademskih krogih. V tem času je bilo za objavo sprejetih kar nekaj njegovih spisov, a mu je na koncu izdajo v skladu s predhodnimi izkušnjami onemogočila zunanja sila. Tokrat je bil to začetek druge svetovne vojne. Leta 1938 je moral Bakhtin zaradi poslabšanja bolezni kosti (osteomielitis) prestati amputacijo desne noge. Po operaciji se mu je zdravstveno stanje kmalu začelo boljšati, kar je v Bahtinu sprožilo obdobje produktivnosti.
Leta 1940 se je prvič preselil v Moskvo. V Moskvi je poučeval na Gorkijevem inštitutu za svetovno literaturo, kjer je tudi dokončal svojo disertacijo o francoskem satiriku Francoisu Rabelaisu (16. stol.). To delo je bilo kasneje razširjeno in leta 1965 objavljeno pod imenom Rabelais in njegov svet. Velja za eno njegovih najpomembnejših in najvplivnejših del, saj v njih definira t. i. teorijo karnevala in jo dokazuje na primeru Rabelaisovih del. Bahtinova disertacija pa je sprva prejela mešane odzive, zaradi česar mu je bil doktorat zavrnjen (podeljen mu je bil nekoliko nižji naziv). V letu 1945 je bil povabljen nazaj na Pedagoški inštitut v Savelovem, kjer je zasedel mesto vodje literarnega oddelka ter kasneje postal predsednik Oddelka ruske in svetovne literature. Kljub visokem položaju pa so bila Bahtinova dela še dolgo slabo poznana zunaj njegovih krogov. Zanimanje za njegove ideje s strani mladih intelektualcev se je razcvetelo šele v 60-ih, kar je pripeljalo do obnovljenih izdaj Bahtinovih del (Kritika poetike Dostojevskega v letu 1963). Ob počasnem naraščanju prepoznavnosti je Bahtin nadaljeval s pisanjem vse do leta 1969, ko se je zaradi slabega zdravja upokojil in se spet preselil v Moskvo. V Moskvi je tokrat ostal do smrti 7. marca 1975.
Po njegovi smrti so se njegove ideje postopoma razširile po svetu in močno vplivale na mnoge izobražence na različnih področjih humanistike.

## Dela in ideje

### K filozofiji dejanja
K filozofiji dejanja (К философии поступка) je bila prvič objavljena v ZSSR leta 1986. Rokopis, napisan med letoma 1919 in 1921, ni bil ohranjen v celoti, zaradi česar ta filozofski esej danes velja za fragment nedokončanega dela. K filozofiji dejanja obsega zgolj uvod (katerega prvih nekaj strani manjka) in prvi del (izmed štirih) celotnega besedila. Prvi del eseja obravnava analizo storjenih del ali dejanj, ki tvorijo dejanski svet; “svet dejansko doživet, ne pa zgolj predstavljiv svet”. Za tri nadaljnje in nedokončane dele je Bahtin v uvodu napovedal, katere teme bo obravnaval. V drugem delu naj bi obravnaval estetsko dejavnost in etiko umetniškega ustvarjanja, v tretjem etiko političnega delovanja, in v četrtem religijo.
To delo je eno izmed Bahtinovih zgodnjih del v povezavi z etiko in estetiko. V njem postavi tri trditve o priznanju edinstvenosti udeležbe v 'biti':
1. Jaz sem hkrati aktivno in pasivno udeležen v 'biti'.
2. Moja edinstvenost je dana, ampak hkrati obstaja samo do te mere, do katere svojo edinstvenost konkretizirati (torej je v storjenih delih in dejanjih, ki jih je še potrebno doseči).
3. Zato, ker sem dejanski in nezamenljiv, moram svojo edinstvenost konkretizirati.
Bahtin še doda, da “Je v odnosu s celotno dejansko enotnostjo, da moja edinstvena misel izvira iz mojega edinstvenega mesta v 'biti'.” Obravnava koncept morale, pri čemer pripiše prevladujočo legalistično predstavo človeškim moralnim dejanjem. Po Bahtinu posameznik ne more ohraniti nevtralnosti proti moralnim in etičnim zahtevam, ki se kažejo kot glas zavesti.
V tem delu Bahtin tudi vpelje “arhitektonski” oz. shematski model človeške psihe, ki sestoji iz treh delov: “jaz-za-sebe”, “jaz-za-ostale”, in “ostali-za-mene”. Jaz-za-sebe je nezanesljiv vir identitete in Bahtin trdi, da je jaz-za-druge tisti, prek katerega ljudje razvijejo občutek identitete, saj služi kot združitev pogledov drugih name. Nasprotno, drugi-za-mene opisuje, kako drugi vključijo moje dojemanje njih v svoje identitete. Identiteta, kot jo Bahtin opisuje tukaj, ne pripada le posamezniku, temveč si jo delijo vsi.

### Problemi poetike Dostojevskega: večglasje in nedokončljivost
V delu Problemi poetike Dostojevskega (Проблемы творчества Достоевского) se Bahtin odmakne od svojih zgodnjih filozofskih idej in proti ideji dialoga. V njem predstavi tri pomembne koncepte.
Prvi je koncept nedokončljivega sebstva: nekega posameznika ni mogoče povsem razumeti, poznati, ali označiti. Čeprav je možno ljudi razumeti in jih obravnavati, kot da bi bili popolnoma znani, Bahtinovo pojmovanje nedokončljivosti dopušča možnost, da se oseba spremeni.
Druga je ideja odnosa med posameznikom in ostalimi. Trdi, da je vsak posameznik pod neizogibnim vplivom ostalih, in posledično za noben glas ne moremo trditi, da je izoliran od ostalih. Kot taka, se Bahtinova filozofija močno ozira na vpliv ostalih na posameznika, ne zgolj v smislu kakšna neka oseba je, ampak tudi v tem, kako razmišlja in vidi sama sebe.
Kot tretje je Bahtin v delih Dostojevskega našel pravi prikaz “polifonije” (tj. večglasja). Vsaka oseba v njegovih delih predstavlja glas, ki govori sam zase, različen od ostalih. Ta ideja večglasja je povezana s konceptoma nedokončljivosti ter “sebe-in-ostalih”, kajti nedokončljivost posameznikov je tista, ki ustvari pravo večglasje.
Bahtin je v tem delu tudi na kratko orisal večglasni koncept resnice. Kritiziral je predpostavko, da mora biti pri nestrinjanju med dvema osebama vsaj ena zagotovo v zmoti. Za Bahtina, resnica ni neka trditev ali stavek, ampak skupek medsebojno obravnavanih, čeprav nasprotujočih si in protislovnih, trditev. Po njegovem resnice ne more izrekati en sam posameznik. S tem pa ni želel povedati, da več glasov nosi delne resnice, ki dopolnjujejo ena drugo. Obojestransko obravnavanje trditev znotraj okvirjev resničnega dogodka naj bi bilo po njegovem tisto, kar loči resnico od neresnice.

### Rabelais in njegov svet: karneval in groteska
Delo Rabelais in njegov svet (prvotno Rabelais in ljudska kultura srednjega veka in renesanse, Творчество Франсуа Рабле и народная культура средневековья и Ренессанса) je osnovano na delih francoskega renesančnega pisatelja Françoisa Rabelaisa. V njem Bahtin preučuje kulturne in politične hierarhije v evropski družbi v času poznega srednjega veka in zgodnje renesanse. Predpostavi, da je ljudska kultura sprejemala prvoten način življenja, ki poudarja skupinski način življenja in dela, kar pa nasprotuje naraščajoči moči osrednje oblasti in sloju aristokracije. Napetost med “uradnim” svetom moči, oblastjo in religijo, ter neopaženim svetom ljudske kulture se je, po Bahtinu, lahko izražala le v okolju karnevala - prazničnem vzdušju, v katerem je bilo vse sveto in mogočno podvrženo zasmehovanju in satiri, času, v katerem so vse meje začasno razpuščene. Bahtin zasledi tak karnevalski prevrat v Rabelaisovih romanih, ki ga označuje kot znanilca moderne dobe in mu pripisuje novo filozofijo zgodovine.

## Sporna dela
Nekatera dela, ki nosijo imena Bahtinovih tesnih prijateljev V. N. Vološinova in P. N. Medvedjeva, zmotno pripisujejo Bahtinu - predvsem Marksizem in filozofija jezika ter Formalna metoda v literarni vedi. Te trditve izvirajo iz zgodnjih 70. let, vendar pa danes večina priznava Vološinova in Medvedjeva kot prava avtorja teh del. Čeprav je Bahtin nedvoumno vplival na njuna dela in je morda celo pomagal pri njihovem nastanku, pa je danes jasno, da če bi bilo treba pripisati avtorstvo teh dveh del eni osebi, bi morala Vološin in Medvedjev nedvoumno dobiti zasluge.
Le redka Bahtinova so bila objavljena v svoji originalni obliki za časa njegovega življenja, zaradi česar še danes ni točno znano, v kateri disciplini je ustvarjal (je bil filozof ali literarni kritik?), kako periodizirati njegova dela, in katera dela je sploh napisal.

#### Izbrana dela
- 1929. Проблемы творчества Достоевского.
- 1963. Проблемы поэтики Достоевского.
- 1968. Творчество Франсуа Рабле и народная культура средневековья и Ренессанса.
- 1975. Вопросы литературы и эстетики.
- 1979. Эстетика словесного творчества
- 1993. К философии поступка
- 2000. Эпос и роман. Сборник
- 2002. Беседы с В. Д. Дувакиным.

#### Dela, prevedna v slovenščino
- Teorija romana: izbrane razprave.[7] Ljubljana : Cankarjeva založba, 1982
- Estetika in humanistične vede.[8] Ljubljana : SH - Zavod za založniško dejavnost, 1999
- Karnevalizacija časa v Idiotu. Članek v reviji Gledališki list SNG[9], 1999
- Dialog pri Dostojevskem. Članek v reviji Gledališki list SNG[10], 2004
- Bratje Karamazovi.  Članek v reviji Gledališki list SNG[11], 2004
- Tipi prozne besede. Beseda pri Dostojevskem. Članek v reviji Literatura[12], 2006
- Problemi poetike Dostojevskega. Ljubljana : Literarno-umetniško društvo Literatura, 2007
- Ustvarjanje Françoisa Rabelaisa in ljudska kultura srednjega veka in renesanse. Ljubljana : Literarno-umetniško društvo Literatura, 2008
- K filozofiji dejanja.Ljubljana : Zavod Emanat, 2010